# Lögdeälven
Der Lögdeälven ist ein Fluss in Nordschweden, in der Provinz Västerbottens län. Mit einer Länge von etwa 190 Kilometern entspringt er dem See Lögdasjön und fließt in südöstlicher Richtung durch dichte Wälder und hügeliges Gelände, bevor er bei Nordmaling in den Bottnischen Meerbusen mündet.
Der Fluss ist besonders bei Anglern beliebt, da er reiche Bestände an Lachs und Forelle aufweist. Die natürlichen Stromschnellen und unberührten Uferzonen bieten ideale Bedingungen für diese Fischarten. Entlang des Lögdeälven gibt es zahlreiche Wanderwege und Campingplätze, die Outdoor-Enthusiasten anziehen. Das Gebiet ist auch für Kanufahrten und Wildbeobachtungen geeignet.
Zum Schutz des empfindlichen Ökosystems werden verschiedene Umweltprojekte durchgeführt. Dazu gehören Maßnahmen zur Verbesserung der Fischwanderung, wie die Beseitigung künstlicher Barrieren und die Renaturierung von Flussabschnitten. Diese Projekte sollen die Biodiversität fördern und nachhaltigen Tourismus unterstützen.

## Geografie
Der Fluss entspringt auf dem Stöttingfjället, einem Hochplateau auf einer Höhe von 400 bis 700 Meter über dem Meer im südlichen Lappland. Es ist die Wasserscheide zwischen dem Lögdeälven und dem Ångermanälven auf der Südseite und zwischen dem Umeälven und dem Öreälven im Norden. Das Flusstal des Lögdeälven weist viele verschiedene Landschaftsformen auf. Er entstand nach der letzten Kaltzeit, der Weichsel-Kaltzeit. Die Schlucht, in der der Fluss fließt, ist bis zu 60 Meter tief, über weite Strecken ist der Fluss aber auch sehr langsam fließend und bildet Altwasser.
- Naturvårdsverket – Schwedische Umweltschutzbehörde
- Havs- och vattenmyndigheten – Schwedische Agentur für Meeres- und Wasserbewirtschaftung
- Visit Västerbotten – Tourismusportal der Region Västerbotten
- Länsstyrelsen Västerbotten – Provinzverwaltung Västerbotten
- "Län och huvudavrinningsområden i Sverige" (Internet Archive)
- ↑ a b Lögdeälven in der Nationalencyklopedin